# Anemone
|  | Per a altres significats, vegeu Anemone de mar. |

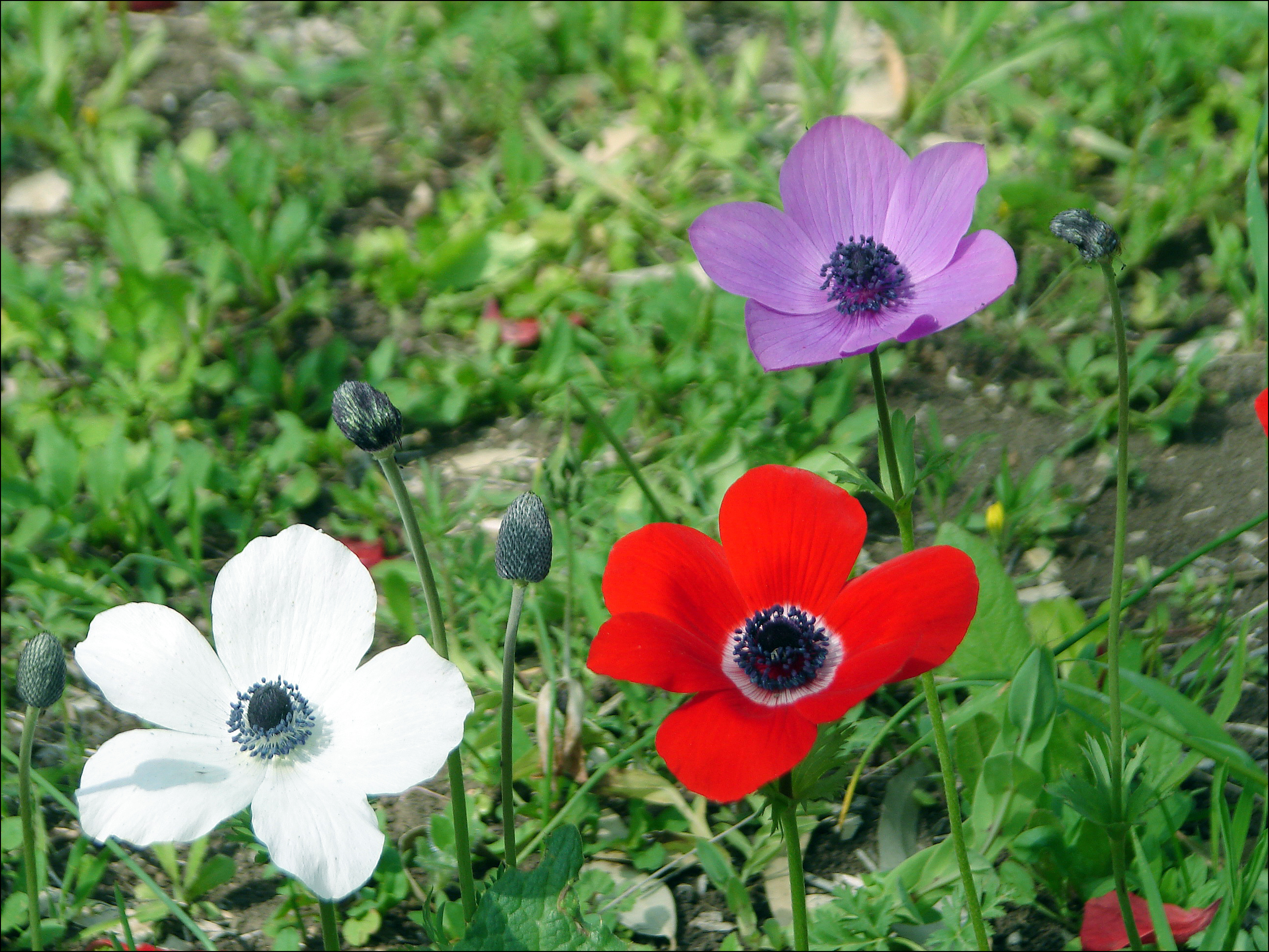
Tres varietats de color de la Anemone coronaria

Les anemones o alimons (Anemone) són un gènere de plantes amb flor perennes dins la família de les ranunculàcies que es troben distribuïdes en les zones temperades dels hemisferis nord i sud del planeta. Està estretament relacionat amb els gèneres Pulsatilla i Hepatica; alguns botànics els inclouen tots dos dins d'Anemone.

## Descripció
Són espècies herbàcies perennes de tija tuberosa subterrània molt extensa. Les flors són de colors variats vermell, blau i poques vegades groc, i se situen als extrems més petits de les tiges allargades. Els fruits tenen plomall dispersat pel vent (de la paraula vent en grec prové el nom del gènere Anemone).
Moltes espècies d'anemones s'utilitzen en jardineria.

## Taxonomia
El gènere fou descrit per Carl von Linné i publicat a Species Plantarum 1: 538. 1753. L'espècie tipus és Anemone coronaria.
Anemone és un nom genèric que prové de la paraula grega Άνεμος, que significa 'vent'.

## Espècies autòctones dels Països Catalans
- Anemone alpina - anemone alpina
- Anemone coronaria - anemone coronària
- Anemone hepatica - herba fetgera
- Anemone narcissiflora
- Anemone nemorosa - buixol
- Anemone palmata - anemone palmada
- Anemone pulsatilla - flor de pasqua
- Anemone ranunculoides
- Anemone vernalis - anemone vernal[4]

## Altres espècies
- Anemone altaica
- Anemone apennina
- Anemone baicalensis
- Anemone baldensis
- Anemone biarmiensis
- Anemone biflora
- Anemone blanda
- Anemone bucharica
- Anemone bungeana
- Anemone canadensis
- Anemone capensis
- Anemone caroliniana
- Anemone caucasica
- Anemone coerulea
- Anemone cylindrica
- Anemone deltoidea
- Anemone demissa
- Anemone dichotoma
- Anemone elongata
- Anemone eranthoides
- Anemone fanninii
- Anemone flaccida
- Anemone glauciifolia
- Anemone gortschakowii
- Anemone heldreichiana
- Anemone hortensis
- Anemone hupehensis - anemone de la Xina
- Anemone hupehensis var. japonica - anemone del Japó
- Anemone keiskeana
- Anemone lancifolia
- Anemone leveillei
- Anemone lithophila
- Anemone magellanica
- Anemone mexicana
- Anemone multifida
- Anemone nikoensis
- Anemone obtusiloba
- Anemone parviflora
- Anemone pavonina
- Anemone petiolulosa
- Anemone polyanthes
- Anemone quinquefolia
- Anemone raddeana
- Anemone reflexa
- Anemone riparia
- Anemone rivularis
- Anemone rupicola
- Anemone sibirica
- Anemone sylvestris
- Anemone tetrasepala
- Anemone tomentosa
- Anemone trifolia
- Anemone trullifolia
- Anemone tschernjaewii
- Anemone tuberosa
- Anemone villosissima
- Anemone virginiana
- Anemone vitifolia
- Anemone zephyra

## Les anemones a la cultura
El mateix nom de la flor ja la lliga a la cultura clàssica (anemone = "filla del vent" en grec antic perquè dura tan poc com una ràfega de vent) i va ser creada per la deessa Venus per honorar el cadàver del seu estimat Adonis.